# Pfaff (azienda)
La Pfaff Industriesysteme und Maschinen AG è una società tedesca con sede a Kaiserslautern, operante nell'industria metalmeccanica e specializzata nella progettazione e costruzione di macchine per cucire.

## Storia

### G.M. Pfaff AG

#### Dal 1862 alla seconda guerra mondiale

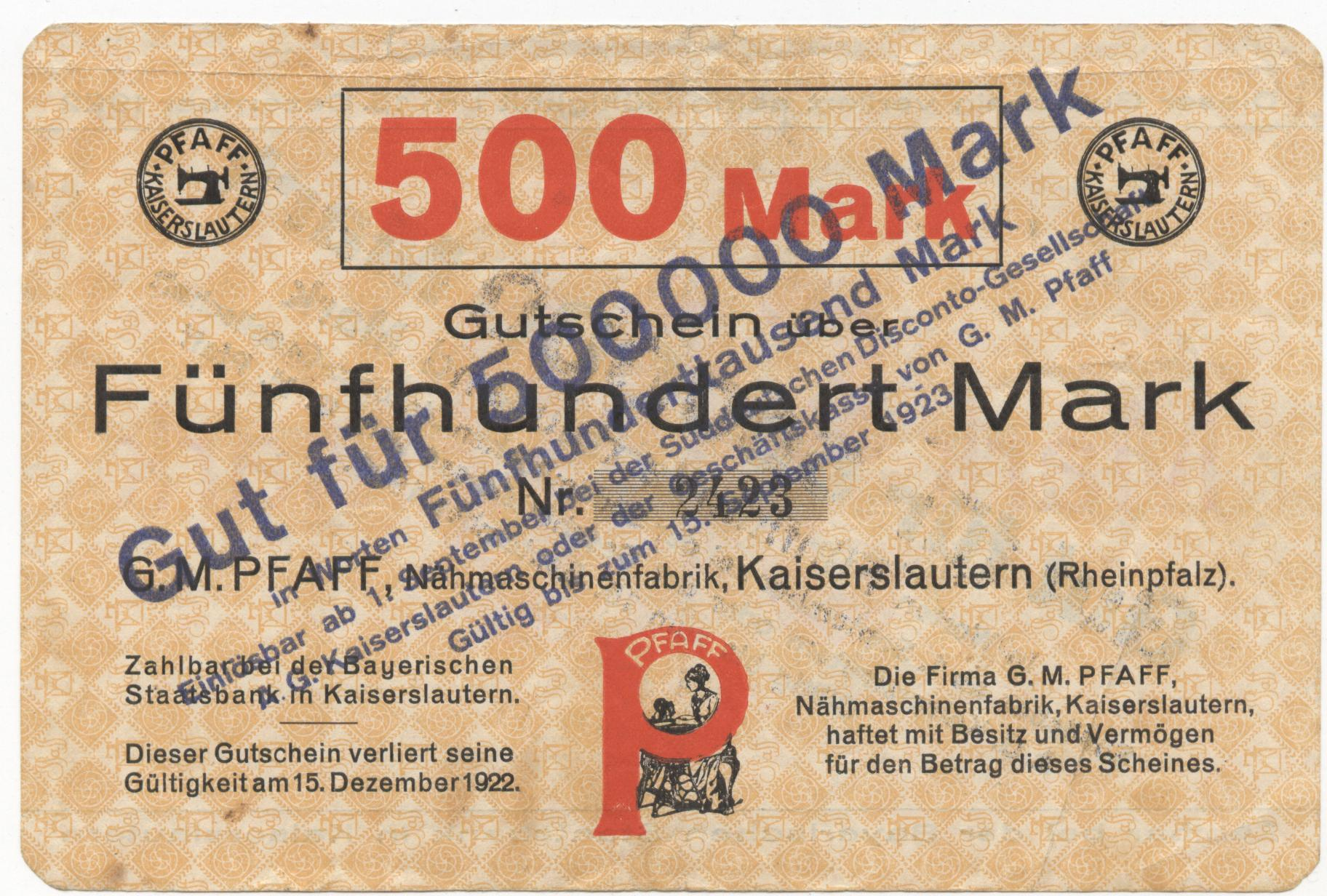
Cedola Fa. Pfaff del 1922 da 500 Marchi e timbro del 1923 da 500000 Marchi

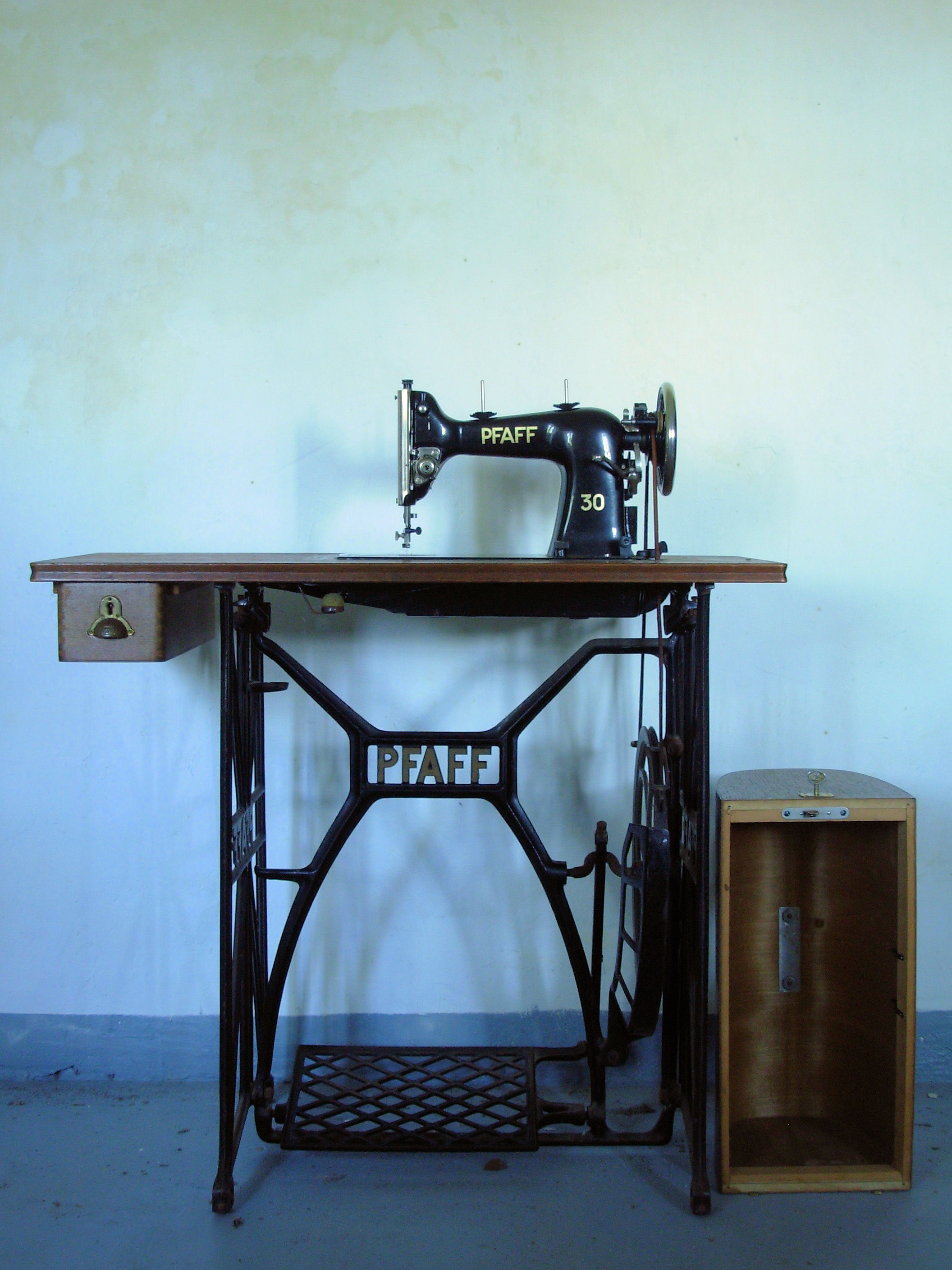
Macchina per cucire degli anni '30 del XX secolo

L'azienda viene fondata dallo strumentista tedesco Georg Michael Pfaff (1823–1893). Nel 1862 viene venduta la prima macchina per cucire, presente ora al Deutsches Museum di Monaco di Baviera.
Nel giro di un decennio la società diventa uno dei primi costruttori in Germania e nel mondo di macchine per cucire, con una produzione annua di un migliaio di pezzi. Nel 1874 viene fondata da G.M. Pfaff una Cassa mutua per i propri dipendenti, e poi per la pensione. Nel 1885 viene aperta la filiale a Londra. Nel 1891 con un organico di 400 persone, venivano prodotto circa 25 000 macchine all'anno.
Dopo la morte di Georg Michael Pfaff nel 1893, la società viene presieduta dal figlio primogenito Georg Pfaff (1853–1917). Viene costruita la seconda fabbrica tra il 1894 e il 1896 e nel 1906 a Galgenberg.
Nel 1907-1908 viene prodotta la prima macchina ad uso industriale. Nel 1910 Georg Pfaff espone la "milionesima" Pfaff-Nähmaschine presso lo Historischen Museum di Speyer.
Alla morte di Georg Pfaff nel 1917, la società esportava in 64 paesi diversi. La sorella Lina Pfaff (1854–1929) portò avanti l'azienda. La sorella continuò a estendere i benefit aziendali per la socialità dei dipendenti, comprese abitazioni e bagni. Nel 1926 la società divenne per azioni, e Karl Pfaff (1888–1952), figlio di Jakob Pfaff (1856–1889) divenne presidente. All'epoca la forza lavoro era di 2 600 collaboratori. Giornalmente venivano prodotte 300 macchine.
Nel 1936 viene prodotta la terza milionesima Pfaff-Nähmaschine.
Durante la seconda guerra mondiale la società produsse parti per armi. Nel 1944 circa il 60% della fabbrica venne distrutta dai bombardamenti aerei.

#### Dal dopoguerra al 1998

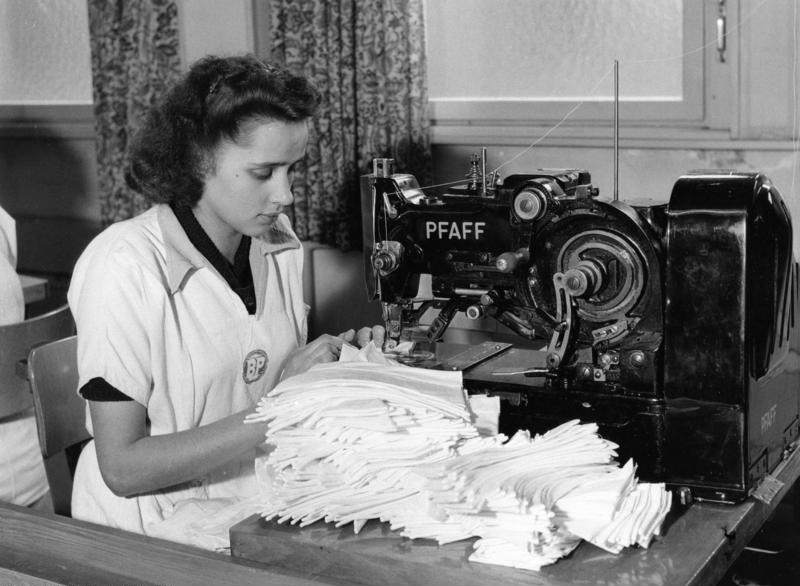
Pfaff del 1953

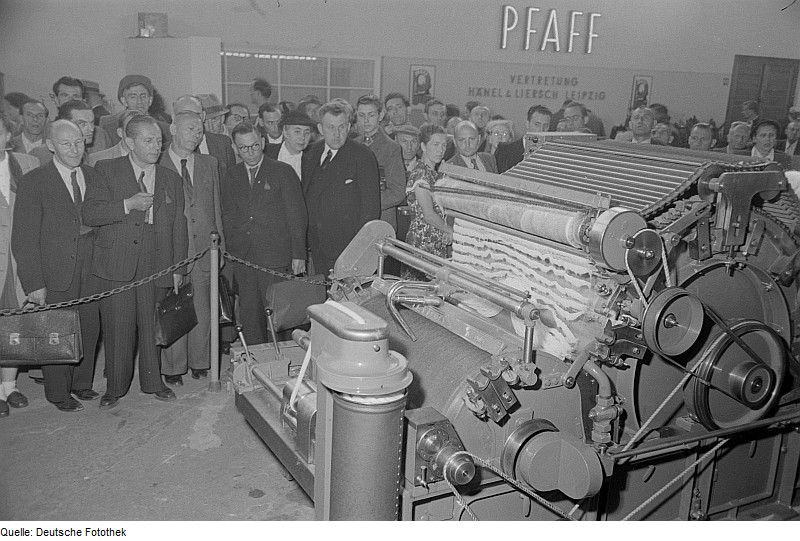
Esposizione a Lipsia del 1953

Nel 1951 viene prodotta la prima macchina per cucire da valigeria con braccio libero presente sul mercato.
Nel 1952 muore Karl Pfaff. La presidenza viene presa da Hugo Lind. Nel 1956 viene presa la fabbrica ETE di Landstuhl, nel 1957 la Gritzner-Kayser AG di Karlsruhe.
La G. M. Pfaff AG viene quotata in Borsa a Francoforte nel 1960. Viene presentata la prima Pfaff con taglio e senza uso di olio lubrificante. Nel 1967 viene presentata la rima macchina per cucire a zig-zag con 6.000 punti/min e nel 1968 la prima macchina per cucire semiautomatica per Jeanstaschen e nel 1973 la prima automatica programmabile.
Durante gli anni'80 vi fu un calo di fatturato causa la delocalizzazione della produzione di scarpe e abbigliamento verso i paesi in via di sviluppo. Nel 1988 la maggioranza delle azioni venne presa da Wolfgang Schuppli. Nel 1993 la società entra nel gruppo Semi-Tech (Global) Co. Ltd. e diventa nel 1997 sorella della Singer, diventando Singer/Pfaff.

### Pfaff Industriemaschinen AG

#### 1999 - 2007
Nel 1999 il gruppo entra in insolvenza e il marchio „Pfaff“ passa a Husqvarna Viking. La società diventa Pfaff Industriemaschinen AG e nel 2001 venduta alla Rimoldi italiana e nel 2002 il 95% alla Bianchi Marè (il 5% alla Efibanca di Milano). Marè era uno dei più grandi distributori di Pfaff. Il marchio „Pfaff“ su licenza venne concesso in uso a Husqvarna Viking.
Seguono dal 2008 al 2013 diverse cessioni a società asiatiche.

#### 2013: SGSB Group
Il 6 marzo 2013 la società viene comprata dalla cinese SGSB Group Co. Ltd., che controlla anche la tedesca Dürkopp Adler.
Pfaff oggi
Pfaff oggi è di proprietà di SVP Worldwide fondo di private equity con sede legale a Bermuda e quartier generale a Nashville in Tennessee negli Stati Uniti e unità locali a Milano (Italia), a San Paolo (Brasile), a Londra (Regno Unito), a Shanghai (Cina) e a Sydney (Australia). SVP è proprietaria anche dei marchi Singer, Husqvarna e Viking. La produzione di macchine per cucire è localizzata in Cina nello stabilimento di Shanghai, mentre la produzione di aghi per macchine per cucire è in Brasile.